# Иверсен, Бьярне
Бьярне Иверсен (норв. Bjarne Iversen; 2 октября 1912 года, Осло — 7 сентября 1999 года, Ниттедал) — норвежский лыжник, призёр Олимпийских игр и чемпионата мира.

## Карьера
На Олимпийских играх 1936 года в Гармиш-Партенкирхене выступал в гонке на 18 км и эстафете. В гонке на 18 км занял 9-е место. В эстафете бежал четвёртый этап, уйдя на этап уверенным лидером с преимуществом в 1,5 минуты от преследователей, он упустил золотую медаль, уступив на финише финну Калле Ялканен 6 секунд, и завоевал вместе с командой серебряную медаль.
На чемпионате мира 1935 года завоевал серебро в эстафете, кроме того был 6-м в гонке на 18 км.